# Ladoffa donsana
Ladoffa donsana är en insektsart som beskrevs av Young 1977. Ladoffa donsana ingår i släktet Ladoffa och familjen dvärgstritar. Inga underarter finns listade i Catalogue of Life.